# Yamila Idrissi
Yamila Idrissi (Beni Sidel, Marokko, 15 april 1968) is advocaat en een voormalig Belgisch politica voor sp.a.

## Levensloop
Idrissi werd geboren in het Marokkaanse dorp Beni Sidel. Op eenjarige leeftijd verhuisde ze met haar familie naar Mechelen. Ze studeerde voor maatschappelijk assistent aan het Hoger Instituut voor Maatschappelijk en Cultureel Werk, alwaar ze afstudeerde in 1992. Vervolgens vatte ze een licentie rechten aan de VUB aan, waar ze afstudeerde in 1996. 
Van 1997 tot 2000 was Idrissi advocate aan de balie van Brussel. Tevens was zij van 1998 tot 1999 juridisch adviseur op het kabinet van Vlaams minister Leo Peeters en van 1999 tot 2000 halftijds juridisch medewerker bij het Vlaams Minderhedencentrum. Daarna was zij van 2000 tot 2003 kabinetsmedewerkster voor federaal minister van Sociale Zaken Frank Vandenbroucke.
Idrissi engageerde zich in verschillende Brusselse organisaties die zich inzetten in de strijd om gelijke kansen, zoals Emancipatie via Arbeid en het Steunpunt Allochtone Meisjes en Vrouwen, waarvan ze van 2002 tot 2003 voorzitster was. In 1999 werd zij politiek actief als onafhankelijke kandidaat op de lijst SP!Aga voor de Brusselse gewestraadsverkiezingen van dat jaar. Dit was een 'open stadslijst' of 'olijfboomlijst' met socialisten (Rufin Grijp), groenen (Adelheid Byttebier) en onafhankelijken (waaronder ook Christian Kesteloot, Eric Corijn en Geert Van Istendael). Later sloot ze zich aan bij de socialistische sp.a.
In november 2003 volgde ze Anne Van Asbroeck op als lid van de Brusselse Hoofdstedelijke Raad. Enkele dagen later nam ze als een van de zes eerst verkozenen van de Nederlandse taalgroep van de Brusselse Hoofdstedelijke Raad ook het mandaat van Anne Van Asbroeck over in het Vlaams Parlement. Ze bleef haar parlementaire mandaten bekleden tot in juni 2004. In het Brussels Parlement was zij secretaris van het Bureau en ondervoorzitter van de commissie Economische Zaken, Energie, Werkgelegenheidsbeleid en Wetenschappelijk Onderzoek en in het Vlaams Parlement zetelde ze in de commissie Brussel en Vlaamse Rand. Na haar eerste mandaat in het parlement was Idrissi in 2006 een half jaar lang adjunct-directeur op het kabinet van federaal minister van Werk Peter Vanvelthoven en van 2007 tot 2010 projectleider van het Vlaams-Marokkaans Culturenhuis Daarkom in Brussel.
Bij de Vlaamse verkiezingen van 7 juni 2009 werd ze opnieuw verkozen tot Vlaams Parlementslid, ditmaal bleef ze die functie uitoefenen tot in mei 2019. Idrissi maakte deel uit van de commissie Brussel en Vlaamse Rand en was tevens van 2009 tot 2014 plaatsvervangend lid en van 2014 tot 2019 vast lid van de commissie Cultuur, Jeugd, Sport en Media en van 2012 tot 2014 plaatsvervangster in de commissie Onderwijs en Gelijke Kansen.
In 2019 kwam ze niet meer op bij de verkiezingen. Hierdoor kwam er een einde aan haar politieke loopbaan. In december 2020 werd ze directeur van modeplatform MAD Brussels, wat ze bleef tot eind 2021.
Voorts is Idrissi sinds 2007 lid van de raad van bestuur van de Koninklijke Vlaamse Schouwburg en was ze van 2013 tot 2020 bestuurslid van de Vrije Universiteit Brussel en van 2013 tot 2014 lid van het bestuurscollege en de raad van toezicht van de Erasmushogeschool Brussel. 